# Zemfira
Zemfira Talgatovna Ramazanova (Russisch: Земфира Талгатовна Рамазанова; Oefa, 26 augustus 1976), alias Zemfira (Russisch: Земфира), is een Russische rockzangeres van Tataarse afkomst. Haar muzikale carrière begon in 1998 en duurt voort tot vandaag de dag. Zemfira is populair in Rusland en andere voormalige Sovjetrepublieken. Van haar eerste drie cd’s, die verschenen tussen 1999 en 2002, werden meer dan drie miljoen exemplaren verkocht.

## Opleiding
Zemfira Talgatovna Ramazanova (Russisch: Земфира Талгатовна Рамазанова) werd geboren op 26 augustus 1976. Haar moeder was fysiotherapeut, haar vader geschiedenisleraar. Al vroeg was Zemfira geïnteresseerd in muziek. Reeds als vijfjarige volgde ze lessen op een muziekschool. Toen ze zeven jaar oud was, schreef ze haar eerste liedje. Haar oudere broer Ramil bracht haar in aanraking met popmuziek. Ze leerde gitaarspelen en luisterde naar muziek van Black Sabbath, Nazareth,  Queen en die van Russische rockgroepen, zoals Kino, Nautilus Pompilius en Aquarium. Later werd ze ook op sportgebied erg actief. In 1990 was ze de aanvoerder van het Russische meisjes basketbalteam. Ze bleef daarnaast in muziek geïnteresseerd. 
Na de middelbare school verkoos ze muziek boven sport. Ze werd aangenomen op de Hogeschool voor de Kunsten in Oefa en meteen geplaatst in het tweede jaar van de zangopleiding. Tijdens haar studie zong ze in restaurants en bars in Oefa, begeleid door saxofoonspeler Vlad Kolchin. Na haar opleiding ging ze in 1996 werken als geluidstechnicus bij de vestiging in Oefa van het radiostation Europa Plus.
In die tijd schreef ze haar eerste liedjes. In 1998 formeerde ze een eigen muziekgroep, met deelname van Rinat Achmadijev, Sergej Sozinov, Sergej Miroljoebov en Vadim Solovjov. Hun eerste professionele optreden vond plaats op 19 juni 1999 in Oefa. Kort erna stuurde Zemfira tapes met hun muziek naar diverse Moskouse producenten. Ilja Lagoetenko van de groep Moemi Troll was erg enthousiast over het materiaal en nodigde de groep uit om naar Moskou te komen en een aantal nummers op te nemen.

## Carrière

### 1999–2005
Het contact met Lagoetenko resulteerde in het debuutalbum Zemfira, dat uitkwam op 10 mei 1999. Bekende nummers van het eerste album zijn "Aids" (СПИД),  "Arrivederci" (Ариведерчи), en "Raketten" (Ракеты). De groep begon meteen met het geven van een serie concerten en het opnemen van een tweede album, dat in 2000 uitkwam onder de titel Vergeef me, mijn liefde (Прости Меня Моя Любовь, ook wel aangeduid als PMML, de Russische afkortingen voor de titelwoorden). De muziekgroep was vanaf het begin succesvol, er werd zelfs gesproken van een "Zemfiromania". De liedjes met hun vaak mysterieuze en ontregelende teksten, sloegen aan, waarbij meespeelde dat een band met een vrouwelijke zanger in de Russische verhoudingen iets bijzonders was. Liedjes zoals "Zoeken" (Искала) en "Gerijpt" (Созрела) werden meteen hits. In 2002 werd een derde album uitgebracht, 14 weken stilte, waarna de groep besloot een tijd rust te nemen.
In September 2004 begon Zemfira met een studie filosofie aan de Moskouse Staatsuniversiteit, maar na het eerste semester zette ze dit niet voort. Op 16 oktober van dat jaar zong ze ter gelegenheid van de MTV Russia Awards  "We Are the Champions"  samen met de Engelse groep Queen.
Op 1 maart 2005 kwam een vierde album uit, Vendetta. Zemfira noemde het zelf haar eerste solo-album en verklaarde dat de groep Zemfira niet meer bestond. Bij de totstandkoming van het album werkte Zemfira samen met de musici Igor Vdovin, Korney, Vlad Krejmer, Joeri Tsaler en Oleg Poengin.
Vendetta werd uitstekend verkocht en kreeg veel goede beoordelingen.

### 2007
Op 14 februari werd een dvd uitgebracht met muziekclips van Zemfira onder de titel Zemfira.DVD. Het bevat alle tot dan toe uitgebrachte muziekclips, behalve Aids en Verkeer
In mei en juni begon Zemfira aan een serie optredens onder de naam "Déjà Vu", meestal in kleinere clubs en theaters. Haar concert in het Groene Theater in Moskou werd gefilmd door Renata Litvinova. Zemfira zong haar belangrijkste hits, maar met nieuwe arrangementen in de stijl van jazz, ska, bossanova, en blues. Bij de concerten werd ze begeleid door de musici Dmitri Sjoerov, Konstantin Koelikov, Aleksej Beljajev en Denis (Dan) Marinkin. Een nieuw album, Dank u (Спасибо), verscheen begin oktober dat jaar. Door Zemfira werd het beschreven als "erg positief", in tegenstelling tot de "rusteloosheid" van Vendetta..

### 2008
Op 21 februari kwam de door Litvinova gemaakte concertfilm Groen theater in Zemfira uit. De film combineerde monologen van Zemfira met opnames van het optreden. De concertfilm kwam uit op 21 februari 2008. Later kwam de film ook uit op Dvd en Blu-ray.
Het laatste concert ter ondersteuning van het nieuwe album  Dank u vond plaats op 1 april 2008 in het Olympisch Stadium in Moskou; sommige journalisten beschouwden het als het beste optreden in haar carrière. In juni 2008 ontving Zemfira de onafhankelijke Steppenwolfprijs, ingesteld door muziekcriticus Artemi Troitski. Ze won in twee categorieën: het beste optreden (voor het concert in het Olympisch Stadium) en het beste album (Dank u). De concertfilm  Groen theater in Zemfira door Litvinova kreeg een prijs voor de beste muziekfilm van het jaar.

### 2009
Op 21 maart verscheen onaangekondigd een nieuw album Z-Sides op het internet. Het werd gepresenteerd als een verzameling van B-kanten, liedjes die er nog lagen uit de tijd van het werken aan het vijfde album Dank u.

### 2010
In juni schreef Zemfira op haar officiële website "vakantie is voorbij" en kondigde een mini-tour aan ter promotie van een luxe-uitgave van haar eerste drie albums (Zemfira, PMML and 14 weken stilte).
Op 1 augustus trad ze op tijdens de popmuziek-wedstrijd New Wave. Ze zong vier van haar eigen nummers tijdens de slotbijeenkomst. In september volgde een concert-tour langs vijf Oost-Europese steden: Sint-Petersburg, Jekaterinburg, Minsk, Kiev en Moskou. Ze vertolkte haar oude nummers in nieuwe ritmische en minimalistische arrangementen. 
In oktober trad Zemfira op bij een tweetal herdenkingsconcerten in Moskou en Sint Petersburg, gewijd aan de in 1990 gestorven zanger Viktor Tsoj, "20 jaar zonder KINO". Ze zong vier covers van liedjes van Tsoj, die door sommige journalisten werden beschouwd als het meest opmerkelijke deel van het programma.
Op 31 december vond de première plaats van een concertfilm opgenomen bij twee Moskouse concerten tijdens haar concert-tour in september. Regisseur van de film was opnieuw Renata Litvinova.

### 2011
Op 15 april verscheen een nieuw nummer van Zemfira, "Geen kans" (Bez sjansov). In de daaropvolgende maanden trad Zemfira drie keer op: op 28 mei nam ze deel aan het internationale rockfestival Maxidrom samen met The Prodigy, Adam Lambert, Korn, Brainstorm en andere artiesten.. Op 3 juni was Zemfira de Russische headliner van de Muz-TV Awards show in het  Olympische Stadion in Moskou. Op 23 juli trad Zemfira op tijdens het Afisha Picnic openluchtfestival in Moskou. Tijdens dat optreden kwam ze met een nieuw nummer, "Geld" (Деньги). 
In een interview zei Zemfira in september dat het nieuwe album waaraan ze werkte het laatste zou zijn in die vorm. De toekomst lag volgens haar bij losse nummers of ep's.
Op 29 oktober begon Zemfira met een concerttour onder de titel “12”, die 13 concerten in 11 steden in Rusland en onder meer Tsjechië, België en Duitsland omvatte. Tijdens de optredens werd ze begeleid door Alksej Beljajev (bas), Sergej Tkatsjenko (gitaar, drums) en Denis (Dan) Marinkin (drums). Zemfira speelde zelf de akoestische gitaar en synthesizer. Op 30 november verscheen in NRC Handelsblad een artikel over Zemfira van de hand van Serge van Duijnhoven, getiteld "Zij is de 'Russische ziel'", naar aanleiding van haar optreden in Antwerpen tijdens deze tour. 

### 2012
In de eerste maanden van 2012 zette Zemfira haar concerttour voort, met optredens in Helsinki, Londen en Parijs.
Op 16 april zong Zemfira het lied “Geld” in de Russische televisieshow van Ivan Oergant.

In juli trad Zemfira op tijdens een concert van Engelse popgroep Queen in Moskou en nam ze deel aan het rockfestival Invasie 2012. 
In dezelfde maand kondigde ze op haar website en in een interview met het blad Colta een ‘lange periode van zwijgen’ aan. Ze zei ontevreden te zijn over de manier waarop haar fans via de sociale media commentaar leverden. Het ging volgens haar te veel over uiterlijk en niet over haar muziek. 

Op 14 september werd Renata Litvinova’s film Het laatste verhaal van Rita gepresenteerd, waarvan de muziek werd geschreven door Zemfira.

### 2013
Op 15 februari lanceerde Zemfira via internet haar zesde album Leven in je hoofd (Жить в твоей голове). Het album was meteen succesvol. De inkomsten uit de verkoop van het album over de eerste maand bedroegen twee miljoen roebel, een Russisch record.  

Ter ondersteuning van het nieuwe album begon Zemfira op 15 februari een concertreis onder de titel “Tour 2013”. In de periode tussen 15 februari en 14 december gaf ze 50 concerten in 48 steden in Rusland, Estland, Letland, Litouwen, Wit-Rusland, Oekraïne, Moldavië, Tsjechië, Polen en Duitsland. Ze werd begeleid door de musici Alexander Singer, Denis (Dan) Marinkin (drums) en Dmitri Emeljanov (gitaar). De reis eindigde met twee concerten in de concertzaal “Rusland” van het Sportpaleis Loezjniki in Moskou op 13 en 14 december 2013. Het laatste concert was wereldwijd te volgen via een rechtstreekse Youtube-uitzending die bekeken werd door 40000 mensen.
Op 17 juli vertolkte Zemfira tijdens de slotceremonie van de 27ste Wereld Zomer Universiade in Kazan het nummer het nummer "We breken".

In november verscheen op de Russische site van Itunes een ep van de groep "The Uchpochmack" (een verwijzing naar een traditioneel Basjkiers gerecht), bestaande uit drie liedjes, “Someday”, “Mistress” en “Lightbulbs”, waarin duidelijk de stem van Zemfira was te horen. De liedjes behoorden tot de meest beluisterde nummers van de Russische Itunes in 2013. Op 14 december tijdens het slotconcert van haar concerttour volgde na het officiële programma een optreden van de groep, die bleek te bestaan uit Zemfira ("Rocket") en haar beide neven Artoer ("Luke") en Artem ("Bro") Ramazanova. 

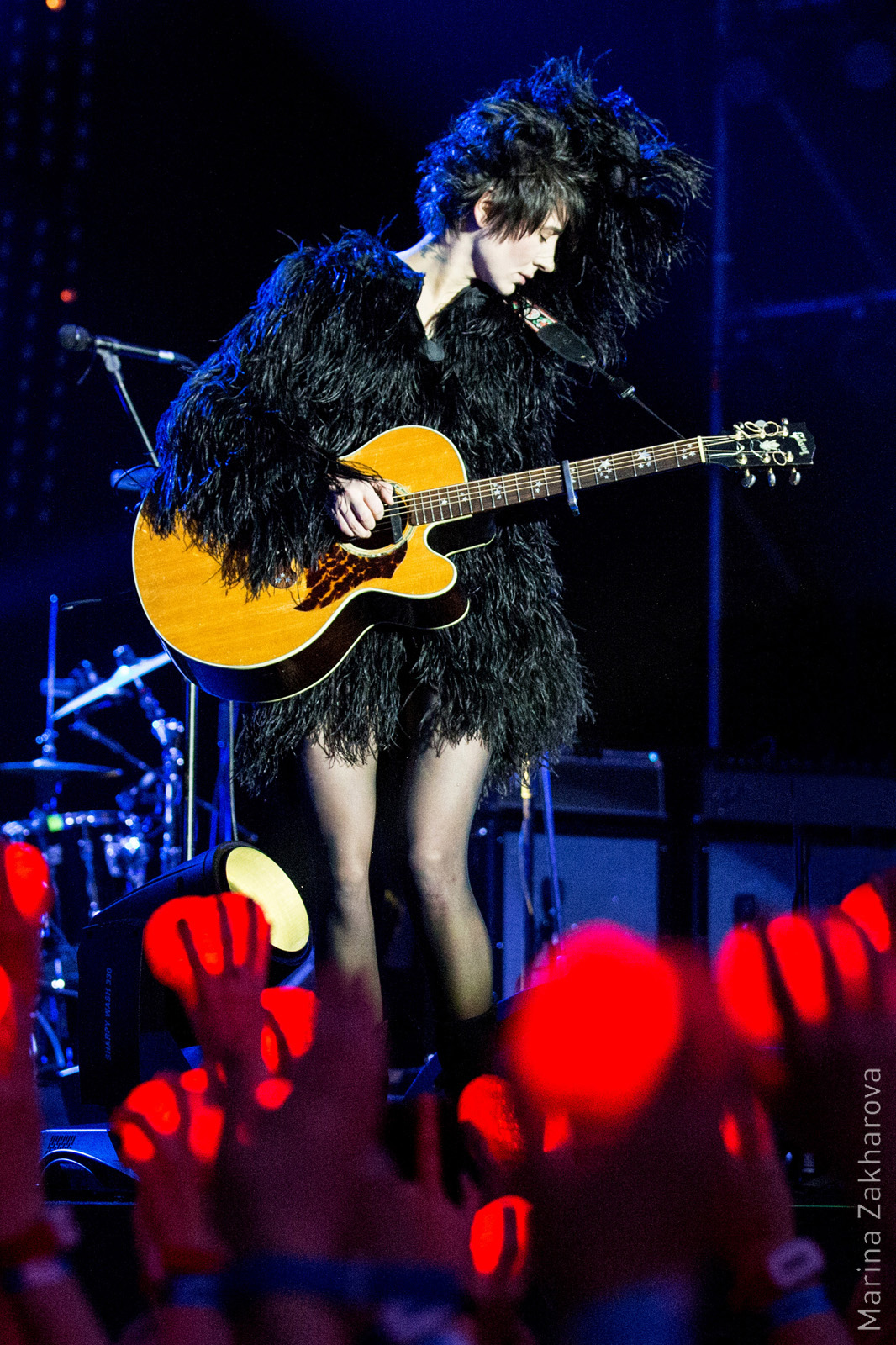
Zemfira tijdens het eerste optreden van The Uchpochmack in december 2013

### 2014
In de zomer trad Zemfira met haar groep "The Uchpochmack" op tijdens festivals in Moskou en Nizjni Novgorod. De zangeres werd begeleid door haar beide neven en gitarist Dmitri Emeljanov. Tijdens deze festivals zong Zemfira samen met Renārs Kaupers van de Letse groep Brainstorm.

## Muziek

### Albums
- Zemfira (Земфира) (1999)
- Vergeef me mijn liefde (Прости Меня Моя Любовь / Prosti menja, moja ljoebov) (2000)
- 14 weken stilte (14 Недель Тишины / Tsjetyrnadtsat nedel tisjiny) (2002)
- Vendetta (Вендетта) (2005)
- Zemfira.Live (2006)
- Dank u (Спасибо / Spasibo) (2007)
- Z-Sides (2009)
- Zemfira.Live2 (2010)
- Leven in je hoofd (Жить в твоей голове / Zjit v tvojej golove) (2013)
- First & Last (ep; als groep The Uchpochmack) (2013)
- Borderline (Бордерлайн) (2021)

### Ep's
- Oh (Ах / Ah) (2021)

### Singles
- "Sneeuw" (Снег / Sneg) (1999)
- "Tot ziens" (До Свидания / Do svidania) (2000)
- "Verkeer" (Трафик / Trafik) (2001)
- "10 jongens" (10 мальчиков / 10 maltsjikov) (2008)
- "Geen kans" (Без шансов / Bez sjansov) (2011)
- "Geld" (Деньги / Dengi) (2012)
- "Koffiewijn" (Кофевино / Kofevino) (2013)

### Films
- Renata Litvinova, Godin: Hoe ik verliefd werd (Богиня: Как я полюбила) (2004) - speelfilm met muziek van Zemfira
- Renata Litvinova, Groen theater in Zemfira  (Зелёный театр в Земфире) (2008) - muziekfilm concert Zemfira
- Renata Litvinova, Zemfira. Crocus/Strelka (Москва.Крокус/Стрелка) (2010)- muziekfilm concert Zemfira
- Renata Litvinova, The last tale of Rita (Последняя сказка Риты) (2012)- speelfilm met muziek van Zemfira